# Ігнатій Кульчинський
Ігнатій Кульчинський (лат. Ignatius Kulczynski; 1694, Володимир — 9 грудня 1747, Гродно, нині Білорусь) — руський теолог й історик, автор першої історії української церкви, перший дослідник білоруських старожитностей.

## Життєпис

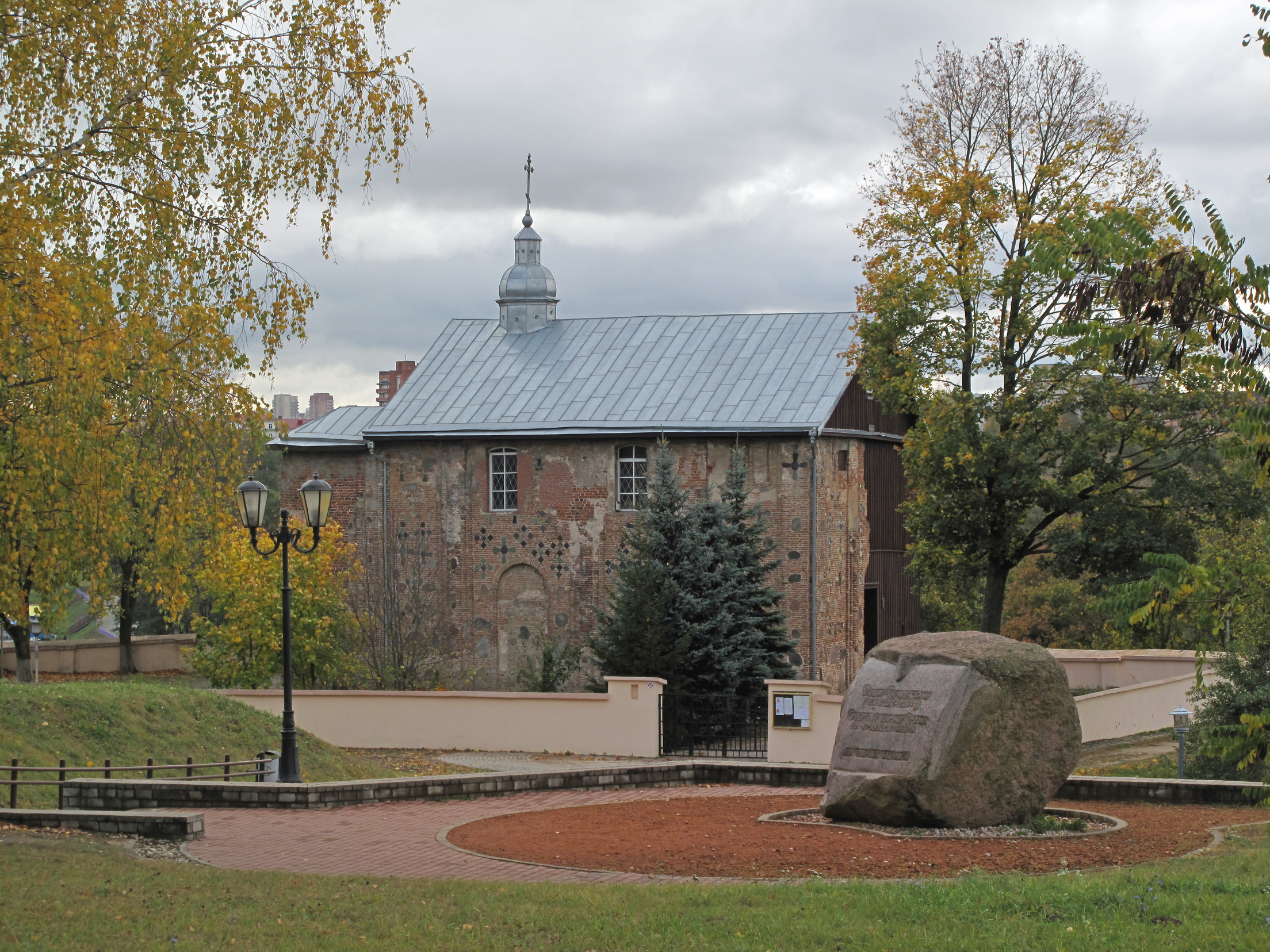
Церква святих Бориса і Гліба василіянського монастиря в Гродно, де був архимандритом Ігнатій Кульчинський. Сучасний стан

Народився у місті Володимир на Волині, за іншими версіями в місті Гродно чи в його околицях у шляхетській сім'ї Юрія і Олени. Про початкову освіту Ігнатія Кульчинського достеменно невідомо. В молодому віці прийняв постриг у отців василіян. В 1714—1720 рр. навчався в Папській Урбаніанській колегії Пропаганди Віри (прибув на навчання 28 грудня 1714 р., маючи 20 років, а від'їхав 6 травня 1720 р.), де здобув ступінь доктора філософії. В часі навчання в липні 1719 р. отримав священичі свячення. Взяв участь у Замойському синоді (26 серпня — 17 вересня 1720).
Викладав філософію у василіянському монастирі в Полоцьку. Згодом призначений секретарем Корнилія Столповицького-Лебецького, протоархимандрита ордену василіян. Протягом 1727—1735 років знову мешкав у Римі — генеральний прокуратор ордену отців василіян, парох церкви і настоятель монастиря святих мучеників Сергія і Вакха. Займався поширенням культу Жировицької Божої Матері. Відкрив для Заходу визначну пам'ятку руської культури хрест Євфросинії Полоцької. Автор енциклопедичного рівня праці з історії східної церкви у Східній Європі «Ідеал Руської церкви».
11 лютого 1736 року в Уневі від київського митрополита Атанасія Шептицького Ігнатій Кульчинський отримав адміністрацію Борисоглібського (Колозького) монастиря в Гродні. У вересні того ж року у Руті отримав сан архімандрита. 12 жовтня 1736 року митрополит призначив Ігнатія Кульчинського на посаду гродненського офіціала з підпорядкуванням йому Гродненського, Підляського і Волковиського деканатів, яким залишався до кінця життя. Автор першого опису Колозького монастиря. При визначенні часу побудови монастирської церкви святих Бориса і Гліба, Кульчинський був першим з істориків, хто на землях Великого князівства Литовського використав методику, засновану на аналізі цегли і вапняного розчину, відкривши новий вид історичних джерел — речові пам'ятки.

## Праці

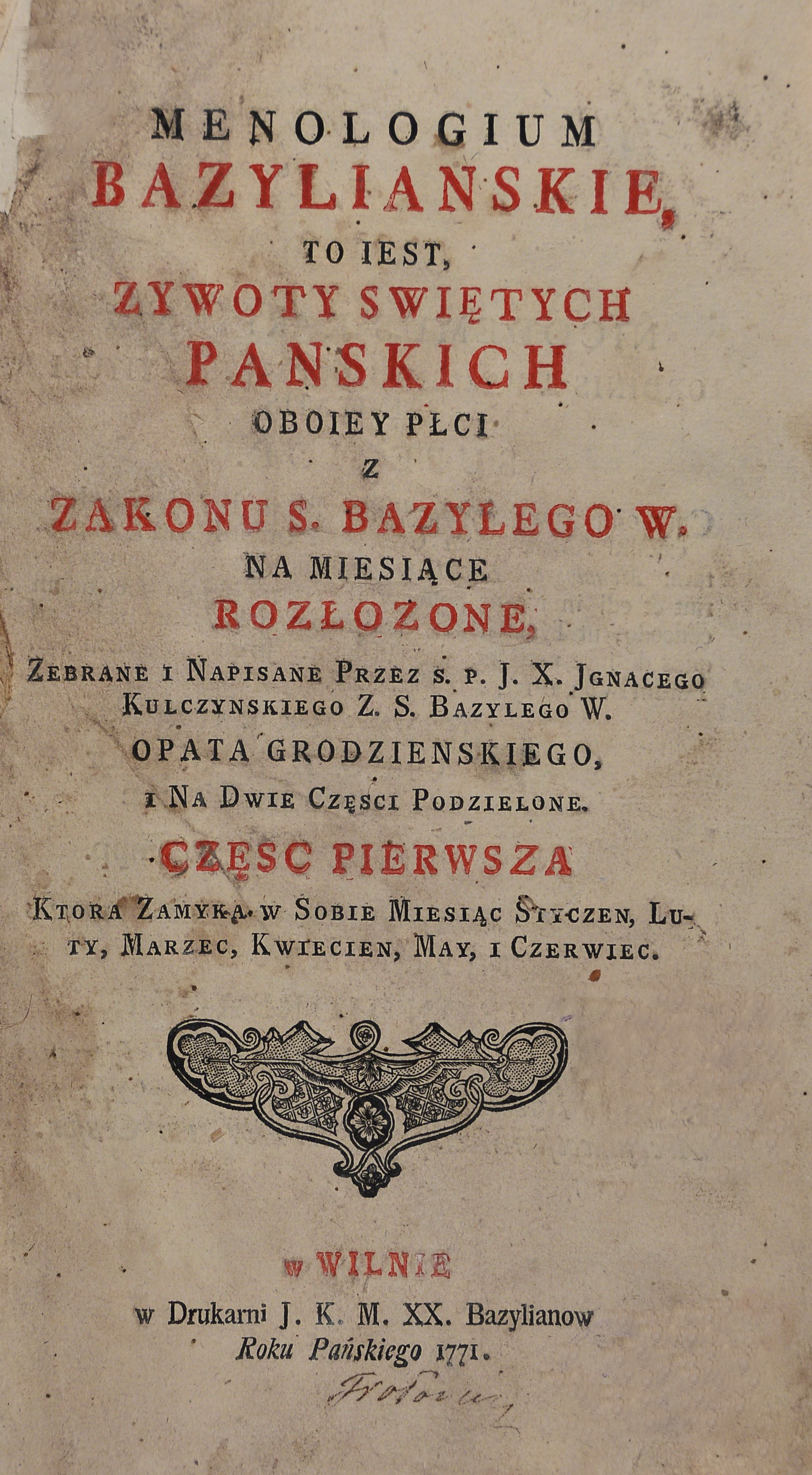
Титульний аркуш книги Ігнатія Кульчинського «Menologium bazylianskie…»

- Ґрунтовне повідомлення про стан Русинів, які в єдності зі Святою Римською церквою знаходяться в Королівстві Польськім… (лат. Relationes authenticae de statu Ruthenorum cum Sacra Romana Congregatione Unitorum in Regno Poloniae degentium...) Рим, 1727.
- Промова про Блаженну ікону Діви Марії Жировицької… (лат. Oratio de Beatissimae Virginis Mariae imagine Zyrowicensi...) Рим, 1732.
- Чудотворна трикольорова яшма, або історична оповідь про три чудотворні ікони Діви Марії: перша — Жировицька в Литві, друга — Паскола у Римі, і третя — це копія другої, подарована римлянами в Жировичі… (лат. Il Diaspro Prodigioso di tre Colori ovvero Narrazione istorica delle tre Imagini Miracolose della Beata Vergine Maria: La prima di Zyrovvice in Lituania, la Seconda del Pascolo in Roma, e la Terza Copia della seconda parimente in Zyrovvice detta da quei Popoli Romana...)
- Великий знак… (лат. Signum Magnum...)
- Ідеал Руської церкви від початку прийняття віри і аж до нашого часу у своїх витоках, або старійшини Русі зі Святим Римським Престолом завжди в єдності… (лат. Specimen Ecclesiae Ruthenicae ab origine susceptae fidei ad nostra usquè tempora in suis capitibus seu primatibus Russiae cum S. Sede Apostolica Romana semper unitae...) Рим, 1733.
- Додаток до Ідеалу Руської Церкви. (лат. Appendix ad Specimen Ecclesiae Ruthenicae) Рим, 1734.
- Конгрегації василіян 1617—1726.
- Інвентар Гродненського Колозького василіянського монастиря… (пол. Inwentarz klasztoru bazylianskiego w Grodnie na Kołoży) Гродно, 1738.
- Хроніка ігуменів, архімандритів, фундаторів і заступників Городенського Колозького монастиря закону Св. Василя Великого (пол. Kronika ihumenow, archymandrytow, fundatorow y protektorow monastyru Grodzienskiego na Kołoży, zakonu S. O. N. Bazylego W.)
- Менологіон василіянський, це означає Житія Святих Божих обох статей з ордену Святого Василя Великого на місяці розкладені. (пол. Menologium bazylianskie, to iest, Zywoty Swiętych Panskich oboiey płci z zakonu S. Bazylego W. na miesiące rozłozone) Вільно, 1771.